# Theo van Gogh (konsthandlare)

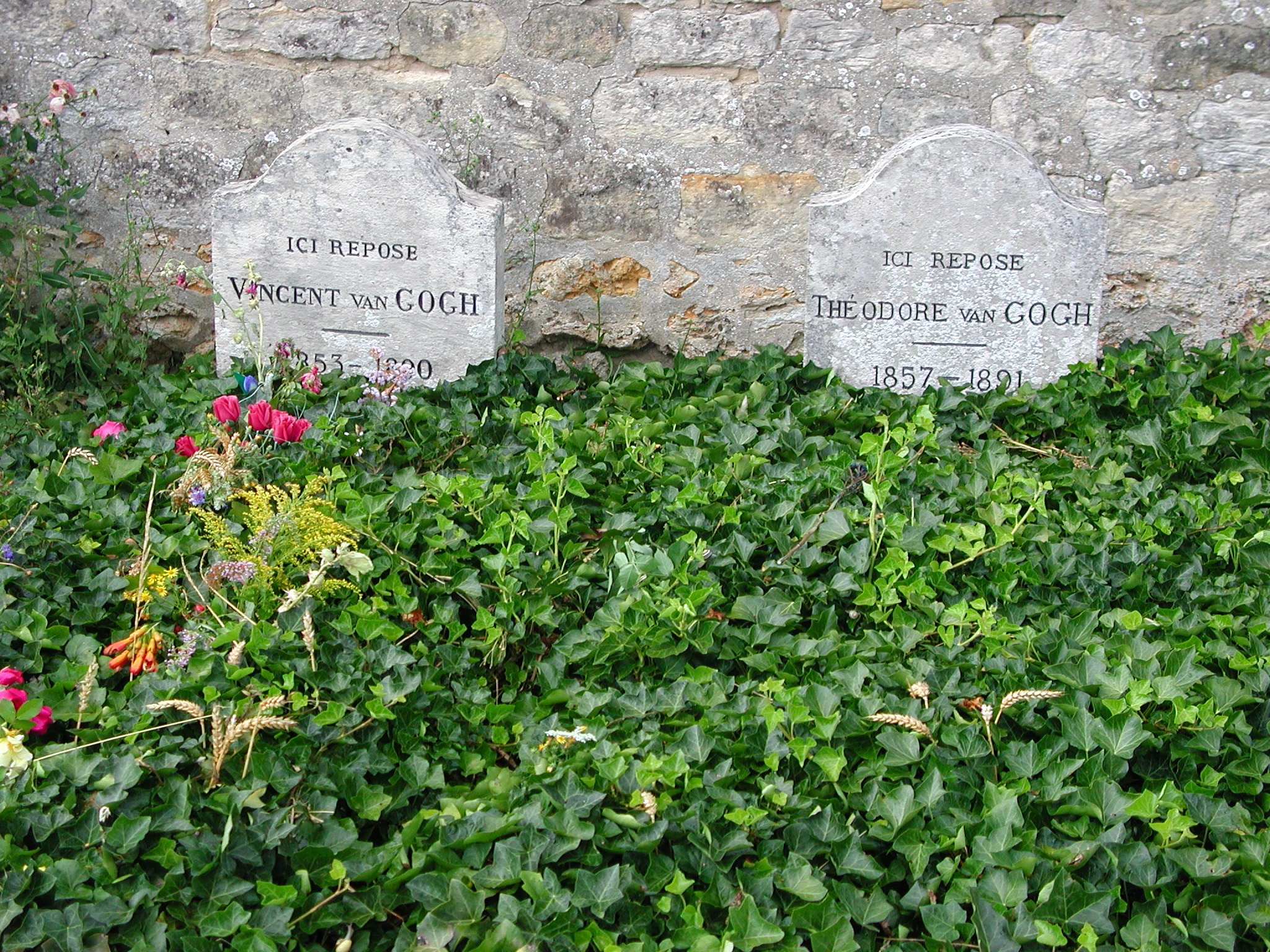
Theo och Vincent van Goghs gravar i Auvers-sur-Oise.

Theo van Gogh, född 1 maj 1857 i Zundert, död 25 januari 1891 i Utrecht, var en nederländsk konsthandlare. 
Han är mest känd som yngre bror till målaren Vincent van Gogh. Mycket är känt om deras liv på grund av att deras täta brevväxling bevarats. Theo van Goghs finansiella, men även emotionella, stöd möjliggjorde för Vincent van Gogh att helt ägna sig åt sitt konstnärskap. Theo van Gogh dog 33 år gammal i  dementia paralytica, en form av hjärnhinneinflammation, sex månader efter att Vincent van Gogh hade skjutit sig själv till döds. 1914 flyttades Theo van Goghs grav till Auvers-sur-Oise i Frankrike, där han vilar bredvid sin bror.
Theo van Gogh var gift med Johanna van Gogh-Bonger (1862–1925) som publicerade brödernas brevväxling och som var delaktig i den berömmelse som Vincent van Goghs konstnärskap uppnådde efter hans död. Han var farfars far till den nederländske filmaren Theo van Gogh.